# CO-Chondrit
CO-Chondrite sind eine Gruppe von Steinmeteoriten, die zur Klasse der kohligen Chondriten gehören. Sie sind die häufigste Gruppe der kohligen Chondrite.

## Etymologie und Definition

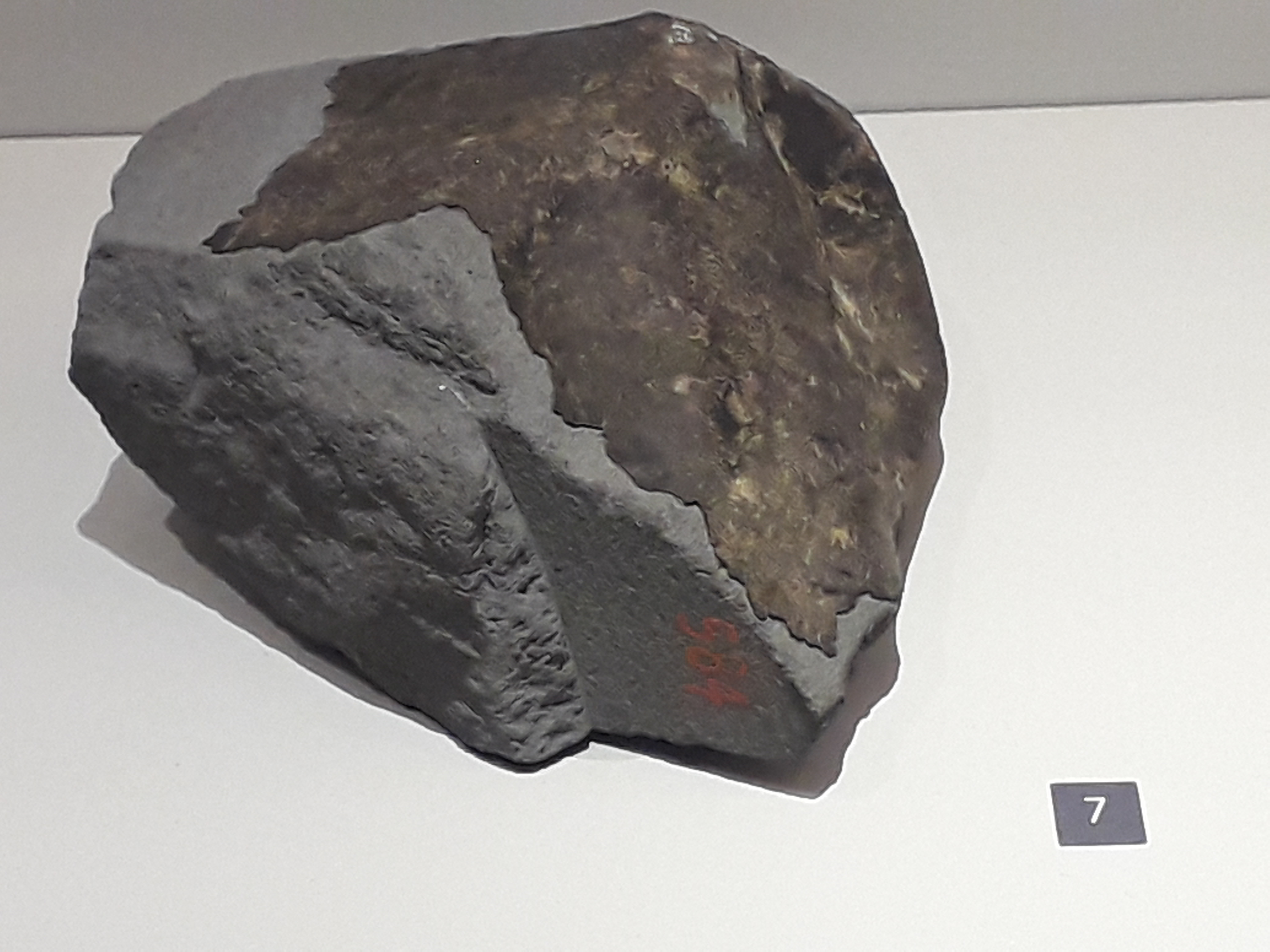
Der Typmeteorit Ornans, ausgestellt im MNHN in Paris

Die Bezeichnung Chondrite bezieht sich auf die in ihnen vorkommenden Chondren. Unter dem Wort Chondre (altgriechisch χόνδρος chóndros, deutsch ‚Graupe, Korn, rundliche Masse‘), bzw. Chondrule, werden millimetergroße Silikatkügelchen verstanden, welche in eine feinkörnige Grundmasse eingebettet sind.
Die Abkürzung CO geht nach Wasson (1974) auf C für Englisch Carbonaceous chondrites oder abgekürzt CC (kohlige Chondrite) und O für die Typlokalität Ornans in Frankreich zurück. Die Gruppe der CO-Chondrite wird daher auch als Ornans-Gruppe oder als Ornans-Artige bezeichnet.
CO-Chondrite bilden innerhalb der kohligen Chondrite zusammen mit den verwandten CM-Chondriten den CM-CO-Clan. Sie stehen jedoch isotopisch den CV-Chondriten und den CK-Chondriten am nächsten, unterscheiden sich aber von den CV-Chondriten stark in ihrem Gefüge und weisen wesentlich niedrigere Chondrendurchmesser auf. Ferner sind CO-Chondren wesentlich deutlicher gegenüber der Grundmasse abgesetzt. Ihre Größe nähert sich vielmehr den CM-Chondriten an, welche aber mit 12 % ein wesentlich geringeres Volumen einnehmen.
Die Verbindung zu CM-Chondriten etabliert sich anhand von drei Charakteristika:
- sehr ähnliche Dimensionen der Chondren, deren wasserfreie Minerale vergleichbare Zusammensetzungen aufweisen
- die Häufigkeiten der refraktären (hochschmelzenden) und lithophilen Elemente sind kompatibel
- die Sauerstoffisotopenzusammensetzungen der Hochtemperaturminerale sind ebenfalls vergleichbar.

Diese enge Verwandtschaft der beiden Gruppen legt nahe, dass ihre Ausgangsmaterialien sehr ähnlicher Natur waren und dass sie womöglich vom selben Ausgangskörper stammen.

## Häufigkeit
Von CO-Chondriten sind bisher (Stand 2019) 539 Funde bekannt, wovon 294 (bzw. 54,5 %) aus der Antarktis stammen. Unter den kohligen Chondriten entsprechen diese 539 Funde einem Anteil von 27,1 %. Aufgezeichnet wurden 6 Meteoritenfälle unter insgesamt 40 Fällen der kohligen Chondrite (entsprechend 15 %).
Die Meteoritical Bulletin Database listet mittlerweile (Stand 2025) 781 CO-Chondrite – bei 3295 Gesamtfunden kohliger Chondrite sind dies 23,7 %. Außerdem sind jetzt 7 Fälle bekannt.

## Vorkommen

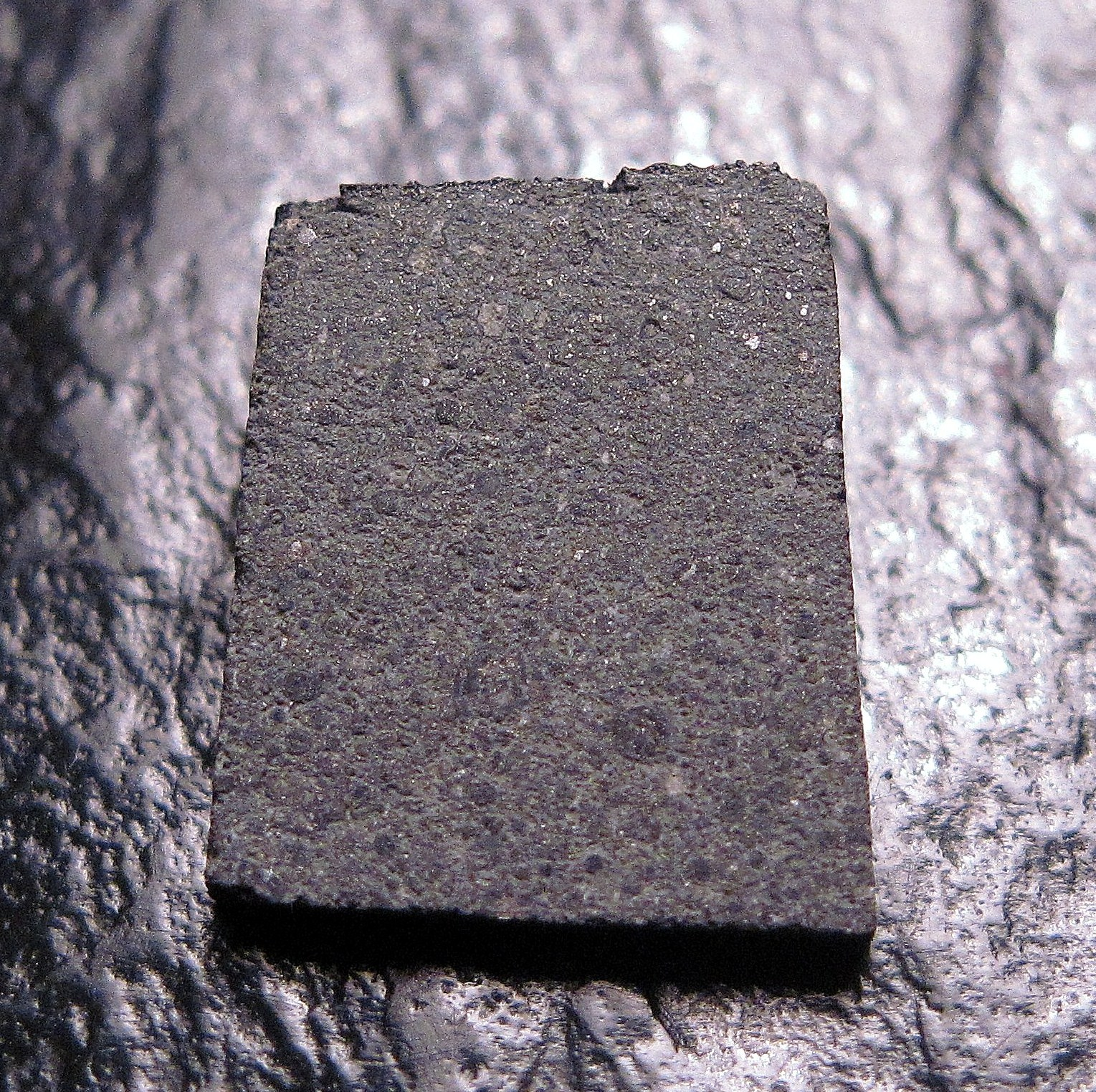
Schnittscheibe des Moss-Meteoriten aus Norwegen

Der älteste CO-Chondritenfund stammt aus dem Jahr 1868. Am 11. Juli war in Ornans im Osten Frankreichs die Typspezies der Gruppe niedergegangen – der als CO3.4 klassifizierte Ornans-Meteorit. Ihm folgte am 23. Juli 1872 ebenfalls in Frankreich in Lancé der Fall des Lancé-Meteorits, ein CO3.5. Im Jahr 1877 ereignete sich der Niedergang des Warrenton-Meteorits in Missouri, Vereinigte Staaten von Amerika. Mit dem Fall des Felix-Meteorits in Alabama im Jahr 1900 wurden erneut die USA zur Zielscheibe. Anschließend kam es im Jahr 1905 zum Fund des Minnichhof-Meteoriten bei Kroatisch Minihof im Burgenland in Österreich. Hierauf folgte 1937 der Fall des Kainsaz-Meteoriten in Turkestan, Russland. Erwähnenswert ist der Isna-Meteorit, der im Jahr 1970 bei Esna in Ägypten als CO3.8 aufgefunden wurde. Relativ dicht folgte ihm im Jahr 1975 der Fund des Colony-Meteoriten in Oklahoma, ein CO3.0. Zahlreiche Funde aus den 1990er Jahren stammen von Dar al-Gani in Libyen (beispielsweise Dar al-Gani 191 und Dar al-Gani 749). Im neuen Jahrtausend ist der Fall des Moss-Meteoriten bei Moss in Norwegen zu verzeichnen – ein CO3.6 aus dem Jahr 2006, der Meteorit Los-Vientos-123 gefunden im Jahr 2015 – ein CO3.1 aus Chile – sowie zahllose Meteoriten Nordwestafrikas, beispielsweise der Meteorit NWA 10119, gefunden im Jahr 2015. Dieser marokkanische Fund stellt sogar eine CO-Schmelzbrekzie dar. Der letzte Fall stammt aus dem Jahre 2023 – der Boorama-Meteorit von Awdal in Somalia.

## Einführung
Die Ornans-Artigen CO-Chondriten sind kohlige Chondriten, die bisher alle dem petrologischen Typus 3 zugeordnet wurden. Sie folgen hierbei einer metamorphen Abfolge wie sie auch in Gewöhnlichen Chondriten beobachtet werden kann. Das heißt mit zunehmender Aufheizung reicht ihr Spektrum vom Untertypus 3.0 bis zum Untertypus 3.9. Wässrige hydrothermale Alterationen waren in CO-Chondriten im Vergleich zu anderen kohligen Chondritengruppen sehr wahrscheinlich weniger ausschlaggebend. Folglich sind CO-Chondrite sehr gut dafür geeignet, die Auswirkungen milder thermischer Einwirkungen zu untersuchen.

## Klassifikation
Der metamorphen Abfolge versuchen drei verschiedene Klassifikationsschemata Rechnung zu tragen:
- das Schema von Scott und Jones reicht von 3.0 bis 3.7
- das Schema von Chizmadia und Kollegen von 3.0 bis 3.8 und
- das Schema von Sears und Kollegen von 3.0 bis 3.9.

## Mineralogie
Folgende Minerale können in CO-Chondriten vorgefunden werden:
Silikate mit dem Feldspat Plagioklas (Albit und Anorthit), den Feldspatvertretern Melilith, Nephelin und Sodalith, die Olivingruppe (Forsterit und Fayalit), Klinopyroxene und Orthopyroxene (Augit, Diopsid (Fassait), Enstatit, Hedenbergit, Hypersthen, Klinoenstatit und Pigeonit), das Inselsilikat Monticellit, der Granat Andradit, die Schichtsilikate Saponit, Serpentin und Smectit, ferner die Oxide Anatas, Chromit, Hercynit, Ilmenit, Korund, Magnetit, Perovskit und Spinell, als Metall Eisen mit den Varietäten Haxonit, Hibonit, Kamacit, Schreibersit, Taenit und Tetrataenit, die Sulfide Cohenit, Pentlandit, Pyrrhotit und Troilit, das Sulfat Anhydrit, die Elemente Diamant und Graphit, sowie Limonit als Umwandlungsmineral und Glas.
Als Sekundärminerale fungieren in Chondren, CAIs und AOAs unter Metamorphoseeinfluss die Minerale Andradit, eisenreicher Olivin, Hedenbergit, Ilmenit, Nephelin und Sodalith. Sekundärminerale fehlen  aber in ursprünglichen CO3.0-Chondriten wie beispielsweise Allan Hills A77307.

## Petrologie

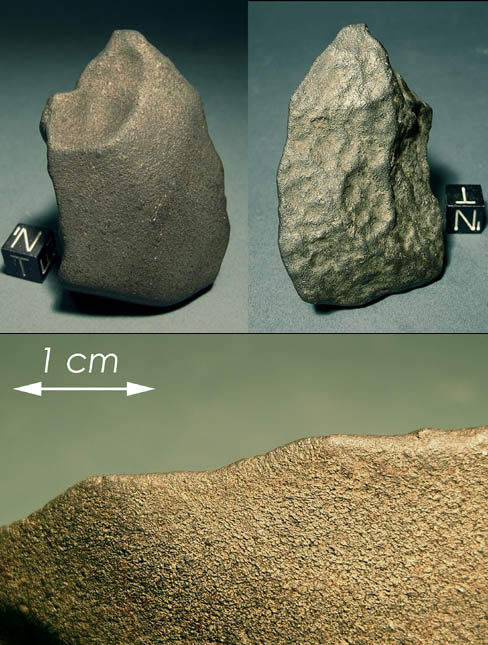
Der Kainsaz-Meteorit

### Zusammensetzung
In CO-Chondriten überwiegen Chondren mit bis zu 48 Volumenprozent (Schwankungsbreite 35 bis 45 Volumenprozent). An Grundmasse sind 34 Volumenprozent vorhanden (Schwankungsbreite 30 bis 45 Volumenprozent). Refraktäre Einschlüsse stellen 2 bis 10 Volumenprozent. Unter den refraktären Einschlüssen finden sich Calcium-Aluminium-reiche Einschlüsse (Englisch calcium-aluminium-rich-inclusions oder abgekürzt CAIs) mit bis zu 13 Volumenprozent als auch amöboide Olivinaggregate oder AOAs (engl.  amoeboid olivine aggregates).
Metalle sind nur mit 0,1 Volumenprozent vertreten. Metallsulfide (metallisches Eisen-Nickel) zeigen jedoch eine Schwankungsbreite von 1,3 bis 5,9 Volumenprozent.
Der Kohlenstoffgehalt in CO-Chondriten ist mit weit weniger als 1,5 Gewichtsprozent relativ niedrig.
Framboide aus Magnetit fehlen.

### Grundmasse
CO-Chondrite gehören generell unter den kohligen Chondriten mit 30 bis 45 Volumenprozent zu den Grundmasse-reichen Meteoriten. Die Matrix weist in etwa denselben Anteil in CO- und in CV-Chondriten auf. Sie kann aber in CO-Chondriten von 50 bis auf 20 Volumenprozent zurückgehen und stellt sodann den niedrigsten Gehalt unter allen kohligen Chondriten.
Während der metamorphen Umwandlungen ändert sich die Grundmasse deutlich. Als Beispiel hierfür soll der in der Antarktis gefundene CO-Chondrit Allan Hills A 77307 (ein C03.0) dienen. Seine Grundmasse ist vollkommen unäquilibriert. Sie besteht aus einer amorphen Silikatkomponente sowie aus Olivin, Pyroxen, Magnetit, Kamacit, Pentlandit, Pyrrhotit und Anhydrit. Das Ganze wird von Phyllosilikaten mit ungeordnetem Lagenaufbau begleitet. Es kommen zwei Generationen von Olivin und Pyroxen vor. Die eine wird als primär angesehen und besteht aus nahezu reinem Forsterit (Fo99) im Submikrometerbereich sowie aus Enstatit. Die zweite ist sekundär und weitaus verbreiteter. Sie besteht aus schlecht kristallisiertem Olivin (Fo82 bis Fo28. Die Grundmassen in den Subtypen 3.1 bis 3.8 können keine winzige Körner von Forsterit und Enstatit vorweisen, vielmehr werden sie von feinkörnigem, eisenreichen Olivin dominiert. Mit zunehmendem petrologischem Typ verringert sich die Spanne der Olivinzusammensetzungen und der mittlere Fayalitgehalt der eisenreichen Matrixolivine nimmt systematisch von rund Fa66-68 im ALH A77307 (CO3.0) auf bis etwa Fa32 im Warrenton-Meteorit (CO3.7) ab.
Das Grundmassengefüge ändert sich nur wenig mit zunehmendem petrologischen Typ. Ab dem  Warrenton-Meteorit (CO3.7) und dem Isna-Meteorit (CO3.8) wird das opake Erscheinungsbild zusehends unruhiger und trüber.
Eingeschlossen in die Matrix finden sich außerdem recht häufige Präsolare Körner, darunter präsolare Silikate. Auch die Häufigkeiten der Präsolaren Körner nehmen systematisch mit anwachsendem petrologischen Typ ab.
Bei der Umwandlung der Grundmasse spielte Wasser nur eine untergeordnete Rolle in CO-Chondriten. Allan Hills A 77307 enthält Phyllosilikate und Anhydrit, die wahrscheinlich an Ort und Stelle gebildet wurden. Es ist aber nicht ganz auszuschließen, dass sie antarktische Verwitterungsprodukte darstellen. Die Grundmasse vom Lancé-Meteorit (CO3.4), dessen Niedergang beobachtet wurde, enthält ebenfalls Phyllosilikate, die zum Teil Grundmassenolivine verdrängen. Der Kainsaz-Meteorit (CO3.2) und der Warrenton-Meteorit (CO3.7) führen in ihrer Matrix jedoch keine Phyllosilikate.

### Chondren

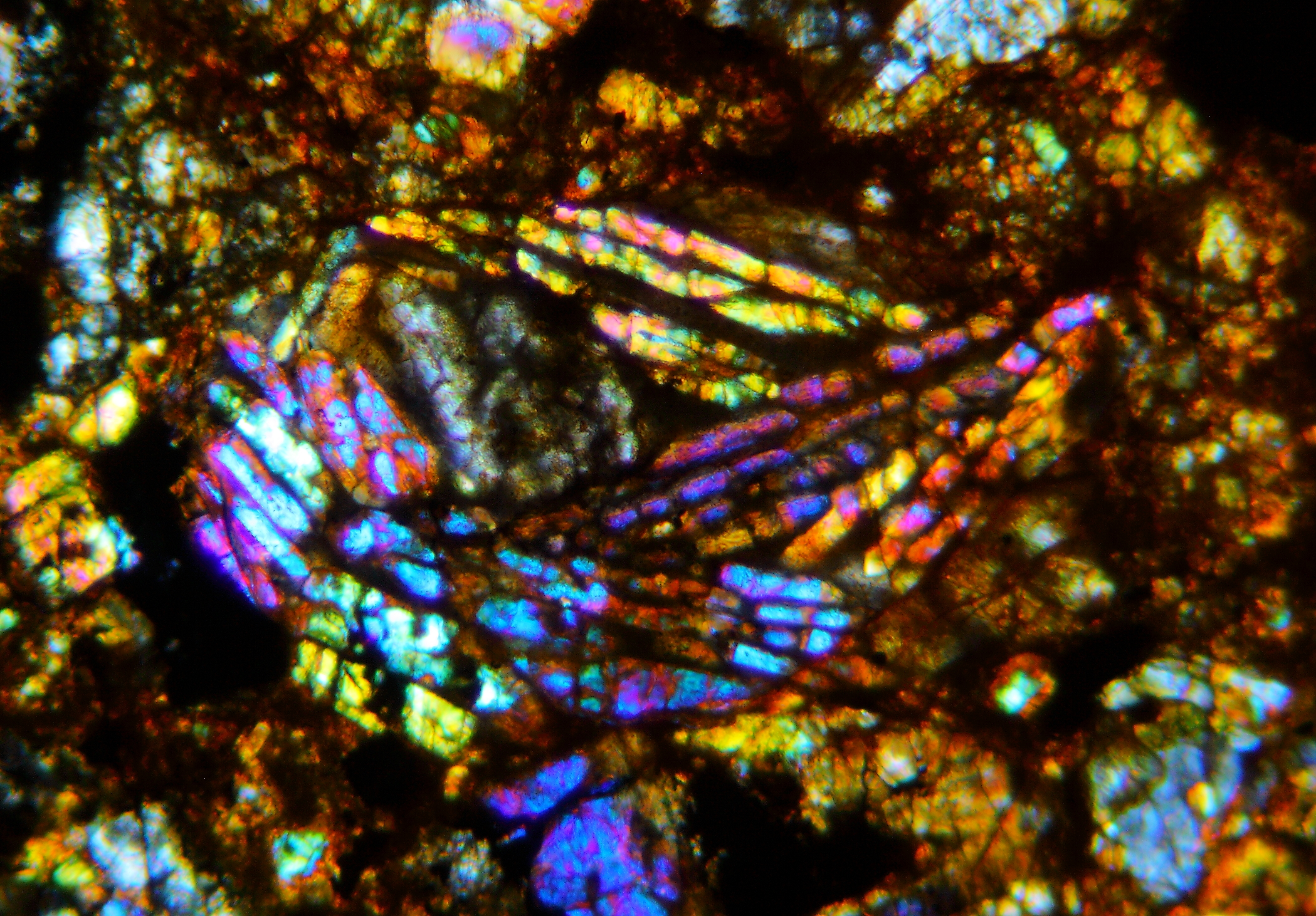
Balkenförmige Olivinchondre

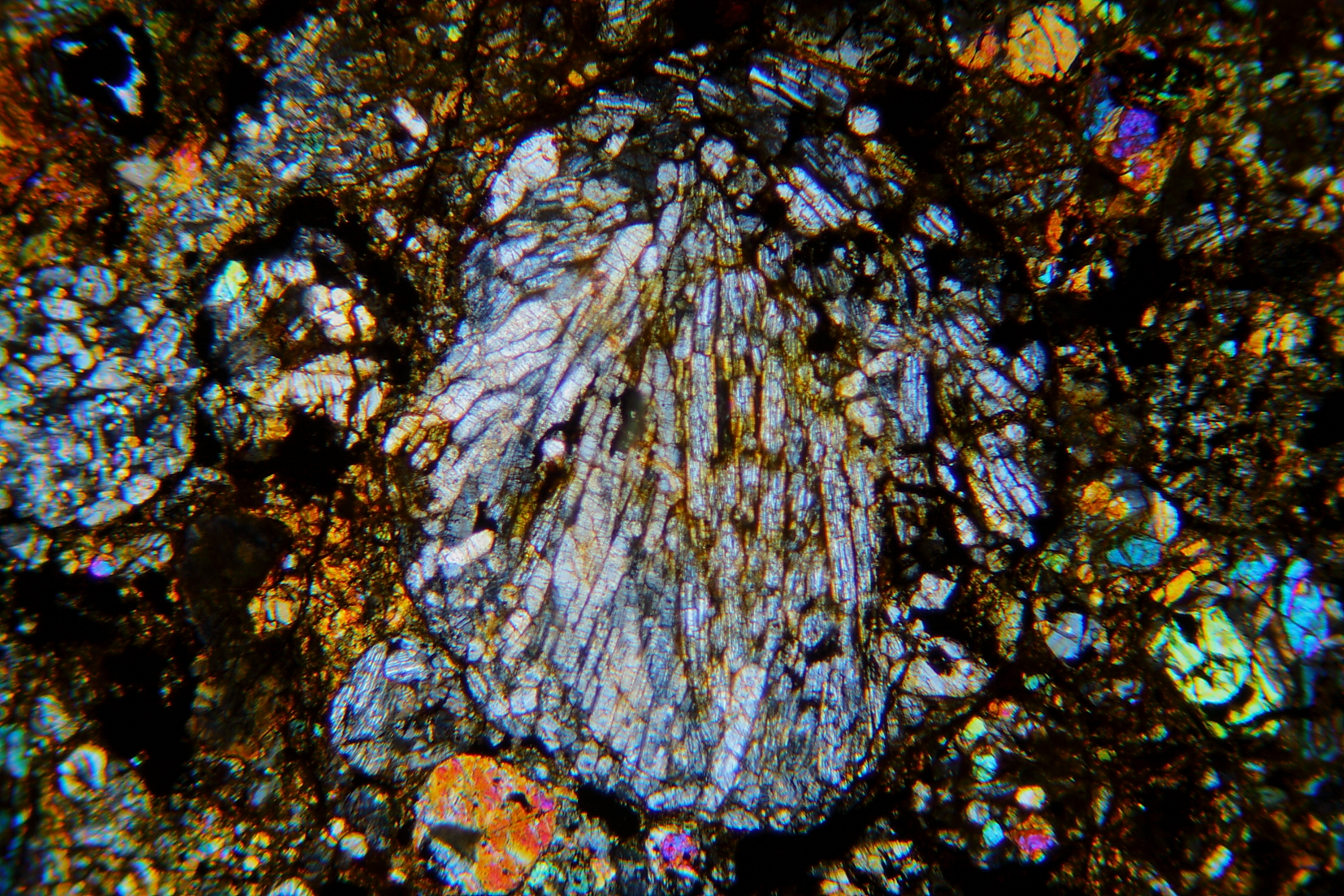
Radialstrahlige Pyroxenchondre

Die Chondren in CO-Chondriten sind mit rund 150 μm recht klein und haben somit insgesamt unter den kohligen Chondriten den kleinsten Durchmesser.
Bei ihnen überwiegen magnesiumreiche Chondren des Typus I, eisenreiche Chondren des Typus II sind bereits weitaus seltener und aluminiumreiche Chondren (englisch aluminium-rich chondrules oder abgekürzt ARC) sind selten.
Chondrenzusammenballungen kommen selten vor. Auch opake porphyrische Olivinchondren fehlen vollständig. Nichtporphyrische Chondren machen nur 0,8 Volumenprozent aus. Grobkörnige Chondrenränder sind selten. Das modale Verhältnis Matrix zu Chondren beträgt 0,4 bis 0,7 und ist unter den kohligen Chondriten ebenfalls am niedrigsten.
In ihrer Zusammensetzung nähern sich CO-Chondren noch am ehesten den CV-Chondren an. Die meisten Chondren sind porphyrische Olivinchondren (POs), bestehend aus nahezu reinem Forsterit. Eisenreichere Zusammensetzungen finden sich in Balkenolivinen und in radialstrahligen Pyroxenen, wobei bis zu Fo50 bzw. Fs50 verwirklicht ist. Wie auch im Fall der CV-Chondren sind CO-Chondren den Hochtemperaturkomponenten in Gewöhnlichen Chondriten sehr ähnlich.
Chondren des Typus IA manifestieren einen systematischen Anstieg im Fayalitgehalt des Olivins und im Ferrosilitgehalt des calciumarmen Pyroxens – in Abhängigkeit der Entwicklung vom petrologischen Subtypus 3.0 bis hin zu 3.8. Gleichzeitig erfolgt ein Rückgang im Calciumgehalt des Olivins. Chondren des Typus II zeigen einen ähnlichen Trend beim Calciumgehalt, jedoch nicht beim mittleren Fayalitgehalt. Eine Erklärung liegt darin, dass die Olivine der Typus II-Chondren in der Nähe des Fayalitgleichgewichts ihren Ausgang nahmen und es zu einem Diffusionsaustausch zwischen Grundmasse und Chondren gekommen war. Im Subtypus 3.8 wurde ein Gleichgewicht schließlich nahezu erreicht – jedoch nicht vollständig.
Auch die zwischen den Chondren gelegene Mesostasis zeigt mit zunehmendem petrologischen Typ einen Anstieg in der Alteration. Chondren im relativ unveränderten Meteorit Yamato (Y) 81020 – einem CO3.0 – haben Mesostasen mit nur wenig Nephelin. Ganz im Gegensatz hierzu zeigen 60 % der Chondren in Chondriten des Subtyps CO3.2 und mehr als 90 % der Chondren in Chondriten des Subtyps CO3.3 bis CO3.5 bereits Anzeichen für eine Alteration der Mesostasis geringen bis moderaten Ausmaßes – und Nephelin im Überfluss. Die Chondrenmesostasen im Meteorit Warrenton – einem CO3.7 – sind sodann nahezu vollständig von Nephelin oder von Nephelin-reichen Aggregaten ersetzt worden.

### CAIs und AOAs
CAIs und AOAs nehmen zusammen 10 bis 18 Volumenprozent ein. Olivinaggregate (AOAs) können in CO-Chondriten immerhin bis zu 15 Volumenprozent erreichen und sind somit von wesentlich größerer Bedeutung als in CV-Chondriten mit 8 bis 10 Volumenprozent. Die CAIs verhalten sich hierzu im Vergleich natürlich umgekehrt. CV3-Chondrite haben bis zu doppelt soviele CAIs.
Calcium-Aluminium-reiche Einschlüsse haben eine bedeutende sekundäre Alteration durchlebt, sowohl vor als auch nach dem Akkretionsereignis. Wahrscheinliche metamorphe Veränderungen auf dem Ausgangskörper lassen sich durch Korrelationen zwischen CAI-Charakteristika und petrologischen Typus identifizieren. Beispielsweise sind Melilith-reiche Einschlüsse in CO3.0- bis CO3.4-Chondriten häufig, in CO3.5-Chondriten selten und fehlen ganz in CO3.6- bis CO3.8-Chondriten. Der Melilith in den CAIs dürfte wahrscheinlich durch Feldspatvertreter, Pyroxene und eisenreichem Spinell ersetzt worden sein. Spinell in Melilith-reichen und grobkörnigen Spinell-Pyroxen-Einschlüssen wird eisenreicher, wobei sich nahezu homogener hercynitischer Spinell (mit 50 bis 60 Molprozent Hercynit) in petrologischen Typen größer CO3.5 einstellt. In denselben petrologischen Typen  größer CO3.5 wurde außerdem Perovskit zu Ilmenit umgewandelt.
Die AOAs (auch als AOIs oder engl. amoeboid olivine inclusions bekannt) in CO-Chondriten sind gegenüber wässriger Alteration und thermischer Metamorphose des Ausgangskörpers empfindlich. In den Subtypen CO3.0 bis CO3.2 werden Forsteritkörner in AOAs von dünnen Rändern aus eisenreichem Olivin (Fa60-75) überwachsen. In den Subtypen CO3.4 bis CO3.5 haben sich die fayalitischen Ränder dann verdickt und die Zusammensetzungen individueller AOAs haben sich zu bimodalen Verteilungen erweitert. Ab dem Subtyp CO3.6 bis CO3.7 setzt bei rund Fa65 so gut wie Unimodalität ein, auch wenn nach wie vor noch ein kleiner eisenarmer Rest weiterbesteht. Die eisenreichen Peaks sind sehr breit und reichen von Fa50-55 bis Fa68-70. Ab Subtypus CO3.8 verschwinden die forsteritischen Reste vollkommen und zurück bleiben nur noch recht eng umrissene, eisenreiche Olivine bei Fa 65. Neben den Veränderungen im FeO/(FeO + MgO)-Verhältnis nehmen außerdem die Konzentrationen (und ihre Schwankungen) der Elemente Mangan, Chrom und Calcium in AOA-Olivinkörnern mit herannahender Sättigung ab.
Auch wenn Grundmasse und AOAs in CO3-Chondriten jeweils für sich genommen ein Gleichgewicht ansteuern, so sind sie aber untereinander nicht äqulibriert. Darüber hinaus sind die Chondrensilikate weit von einem Gleichgewicht entfernt. Ihre Olivin- und Pyroxenverteilungen ähneln vielmehr Subtypen kleiner als Subtyp 3.5 in Gewöhnlichen Chondriten. Somit handelt es sich selbst bei den höchstgradiegen CO3-Meteoriten um nicht äquilibrierte Chondrite.

### Dunkle Einschlüsse
Um die Jahrtausendwende wurde festgestellt, dass CO3-Chondrite auch Dunkle Einschlüsse (engl. dark inclusions oder abgekürzt DI) enthalten. Sie sind jedoch kleiner als in CV3-Chondriten. Es spricht alles dafür, dass sie durch wässrige Alteration mit anschließendem Austrocknen auf einem chondritischen Vorläufer entstanden waren und somit in ihrer Entstehungsgeschichte DIs in CV-Chondriten ähneln.
Dunkle Einschlüsse in CO3-Chondriten bestehen vorwiegend aus feinkörnigem, eisenreichen Olivin und können anhand ihres Gefüges in zwei Typen unterteilt werden:
- Typus I besitzt abgerundete, poröse, feinkörnige Aggregate innerhalb einer feinkörnigen Grundmasse. Ihre Gefüge lassen Bruchstücke von Chondrenpseudomorphosen erkennen. Adern aus eisenreichem Olivin sind häufig und verweisen auf eine wässrige Alteration auf dem Ausgangskörper.
- Typus II hat keine abgerundete, poröse Aggregate. Das Matrix-ähnliche Gefüge ist ausdruckslos.

Die chemischen Zusammensetzungen der DIs und die mineralogischen Charakteristiken der Olivinkörner innerhalb der DIs lassen eine enge genetische Beziehung zwischen den beiden Typen vermuten.
Die dunklen Einschlüsse sind wahrscheinlich Klasten, deren wässrige Alteration mit anschließendem Austrocknen an einer anderen Stelle im Vergleich zu ihrem jetzigen Aufenthaltsort im Meteoriten erfolgt war. Die Hauptelemente, die Mineralogie der metallischen Phasen und die weit verstreute Natur der DIs lassen aber als Ausgangsmaterial auf einen CO-Chondriten schließen. Der CO-Ausgangskörper wird gewöhnlich allgemein als trocken, homogen und unprozessiert angesehen. Jedoch legen die Dunklen Einschlüsse nahe, dass der CO-Ausgangskörper ein heterogenes Konglomerat darstellte – mit wasserführenden und wasserfreien Bereichen.
Während der Aufheizphase des Asteroiden wurden die wasserführenden Bereiche hydrothermal verändert und anschließend dehydriert. Wahrscheinlich fand im Ausgangskörper auch Brekziierung statt.

### Metall und Eisen-Nickel
Metallisches Eisen-Nickel findet sich als verstreute Inklusionen in der Grundmasse und manchmal auch in Chondren. Sein Gehalt beträgt rund 6 Gewichtsprozent in CO-Chondriten (jedoch nur 0,5 Gewichtsprozent in oxidierten CV-Chondriten). CO-Chondrite sind folglich weitaus weniger oxidiert als CV-Chondrite (unveränderte oder reduzierte CV-Chondrite besitzen aber dennoch weit weniger Metall).
Kamacitkörner in CO3.0-Chondriten zeigen hohe Konzentrationen an Chrom, Phosphor und Silicium – vergleichbar mit den niedrigst-metamorphosierten LL-Chondriten. Kamacit demonstriert ferner ein systematisches Anwachsen seiner Mittelwerte von Nickel und Kobalt von CO3.0 bis CO3.8, jedoch nimmt der Konzentrationswert von Chrom (und vermutlich auch von Phosphor und Silicium) in Metallen ab.

### Wasser
Die Gehalte an Wasser sind in CO-Chondriten relativ niedrig. So ergab Kainsaz 3,97 Gewichtsprozent und ALHA 77307 6,36 Gewichtsprozent Wasser.

### Karbonate und Sulfate
CO-Chondrite zeigen keinerlei Veranlagung zur Herausbildung von Karbonaten oder Sulfaten − ähnlich den CV-Chondriten, jedoch ganz im Unterschied zu CI-, CR- und CM-Chondriten.

### Organische Verbindungen
Im Moss-Meteorit wurden organische Verbindungen entdeckt. Typisch waren hierbei Benzol, Toluol und C2-Alkyl-Benzol. Biphenyl, Benzonitril und aliphatische Kohlenwasserstoffe waren nur in Spuren zugegen.

### Brekzien
Nur wenige CO-Chondrite sind als Brekzien ausgebildet. Der Colony-Meteorit stellt eine Brekzie dar, in dem drei 1 bis 6 Millimeter große, eckige Klasten gefunden wurden. Der Felix-Meteorit ist eventuell eine Brekzie, die Bruchstücke mit unterschiedlichen Schockzuständen enthält. Aus dem Lancé-Meteorit wurden basaltische Fragmente berichtet. Unsicher sind der Meteorit Frontier Mountain 95002 und der Isna-Meteorit.

### Alterationen
Die Gruppe der CO-Chondrite ist nur minimal von niedrigtemperierten wässrigen Alterationen betroffen worden, ihre leichte thermische Metamorphose wurde aber durch Fluida ermöglicht. Innerhalb der CO-Chondrite ist der Nachweis für Alterationen nicht eindeutig zu erbringen. So zeigen die meisten CO-Chondrite (wie beispielsweise Kainsaz, Ornans und Warrenton) keinerlei Anzeichen für Alteration. Wo diese Anzeichen tatsächlich auftreten, sind sie selbst unter TEM-Betrachtung nur recht undeutlich ausgebildet. Alterationsauswirkungen lassen sich fast nur innerhalb der Grundmasse beobachten – mit der Ausnahme einiger Chondren, in denen Phyllosilikate ursprüngliches Glas ersetzen. Die Neubildung von etwas an Phyllosilikaten lässt sich in den Grundmassen der Meteoriten ALH 77307, Lancé und Ornans erkennen, wobei sehr feinkörniger Serpentin und Saponit interstitiell zwischen Matrixolivinen und manchmal sogar in Adern größerer Matrixolivine auftreten können.
Neben den bereits angesprochenen Alterationen auf den Ausgangskörpern der CO-Chondrite (vorwiegend thermischer und untergeordnet hydrothermaler Natur) gibt es womöglich Anzeichen für Alterationen, die sogar noch vor der eigentlichen Akkretion erfolgt waren. Ein Beispiel hiefür ist der Meteorit ALH 77307, der als primitivstes Glied der CO-Chondrite angesehen wird. Seine Gesamt-Sauerstoffkonzentration liegt in der Nähe der Durchschnittswerte in wasserfreien Silikaten des Murchison-Meteoriten. Diese Werte werden als eine aus dem Sonnennebel entstandene, primäre Vorgängerzusammensetzung der Murchison-Minerale angesehen – noch ehe eine thermische Metamorphose und wässrige Alterationen erfolgt waren. Chondren in ALH 77307 weisen Phyllosilikate auf, welche in eine sehr feinkörnige Matrix eingebettet sind. In dieser gefügekundlich und mineralogisch äußerst primitiven Matrix finden sich keinerlei Anzeichen für wässrige Alteration.
Eine definitive Lokalisierung der niedrigtemperierten, wässrigen Alteration in CO-Chondriten ist schwierig. Vieles deutet aber auf Asteroiden als Ausgangskörper hin. In der Grundmasse erfolgte die Bildung wasserhaltiger Phasen inmitten von feinkörnigen Matrixphasen, wobei Porenraum ausgefüllt und eisenreicher Grundmassenolivin ersetzt wurde. Dies lässt vermuten, dass die Alteration erst stattfand, als sämtliche Grundmassenkörner zusammengeballt waren – was wiederum auf eine späte Alteration des Ausgangskörpers verweist. Im Lancé-Meteorit (CO3.4) beispielsweise, dessen Matrixolivine einen ausgewogenen Fayalitgehalt (mit Fa45-50) aufweisen, wird eine thermische Metamorphose indiziert. Dennoch finden sich auch Anzeichen für eine wässrige Alteration, die aber erst im Spätstadium der thermischen Beeinträchtigung des Ausgangskörpers ihre Fluide zur Geltung brachte.
Alan E. Rubin ist der Ansicht, dass die Metamorphose des C0-Ausgangskörpers in der Gegenwart von wässrigen Lösungen erfolgt war, dass beide Phänomene eng miteinander verknüpft sind und wir es daher mit einer fluidgestützten Metamorphose zu tun haben. Dies wird durch Sauerstoffisotopendaten der Gesamtproben von CO-Chondriten gestützt, welche eine schwache Korrelation mit dem jeweiligen petrologischen Typ an den Tag legen. Die Isotopendaten können einer Mischungslinie mit Steigung 0,70 zugeordnet werden, die ihrerseits CM-Proben verlängern. Eine Interpretation dieses Sachverhalts geht dahin, dass CO-Chondrite während der Metamorphose des Ausgangskörpers wahrscheinlich mit einem weiter außen gelegenen, sauerstoffhaltigen Reservoir in Reaktion traten. Sicherlich ereigneten sich gewisse Alterationen auch noch nach der Metamorphose als Resultat übriggebliebener Fluida.

## Chemische Zusammensetzung

### Elemente
Laut Lodders (2021) nehmen die 8 häufigsten Elemente (mit mehr als 1,0 Gewichtsprozent – Sauerstoff, Eisen, Silicium, Magnesium, Schwefel, Calcium, Nickel und Aluminium) allein bereits 98,08 Gewichtsprozent ein. Die folgenden 13 Elemente oberhalb 0,01 Gewichtsprozent (Kohlenstoff, Natrium, Chrom, Mangan, Phosphor, Wasserstoff, Titan, Kobalt, Stickstoff, Kalium, Chlor, Kupfer und Zink) steuern ihrerseits weitere 1,8975 Gewichtsprozent bei. Diese 21 Elemente ergeben also insgesamt 99,9775 Gewichtsprozent. Sämtliche übrigen Elemente teilen sich somit die verbliebenen 0,0225 Gewichtsprozent bzw. 2250 ppm. Bedeutende Spurenelemente hierunter sind Vanadium, Fluor, Germanium und Strontium.

#### Sauerstoff
Sauerstoff ist mit 36,42 Gewichtsprozent das häufigste Element in CO-Chondriten. Unter kohligen Chondriten stellt dies jedoch den niedrigsten Wert dar.

### Eisen
Eisen ist mit 24,80 Gewichtsprozent das zweithäufigste Element in CO-Chondriten. Es besitzt im Vergleich mit allen anderen kohligen Chondriten die höchste Konzentration (relativ dicht gefolgt von CV- und CK-Chondriten).

### Silicium
Silicium folgt in CO-Chondriten an dritter Stelle mit 15,80 Gewichtsprozent. Seine Konzentration wird nur geringfügig in CV-Chondriten mit 15,90 Gewichtsprozent übertroffen. CK-Chondrite besitzen dieselbe Konzentration.

### Magnesium
Es folgt sodann Magnesium mit 14,50 Gewichtsprozent. CK- (14,60 Gewichtsprozent) und CV-Chondrite (14,70 Gewichtsprozent) sind leicht höher konzentriert.

### Schwefel
Schwefel ist mit 2,18 Gewichtsprozent bereits wesentlich niedriger konzentriert als die vorangegangenen Elemente. Weitaus höhere Werte besitzen CM- (3,00 Gewichtsprozent) und CI-Chondrite (5,36 Gewichtsprozent).

### Calcium
Calcium erreicht 1,57 Gewichtsprozent und liegt ebenfalls noch unterhalb von CK- (1,63 Gewichtsprozent) und CV-Chondriten (1,80 Gewichtsprozent).

### Nickel
Nickel weist in CO-Chondriten eine Konzentration von 1,41 Gewichtsprozent auf. Unter den kohligen Chondriten ist dies der höchste Wert.

### Aluminium
Aluminium hat eine Konzentration von 1,40 Gewichtsprozent in CO-Chondriten. Auch in diesem Fall sind CK- (1,53 Gewichtsprozent) und CV-Chondrite (1,69 Gewichtsprozent) etwas höher angereichert.

### Kohlenstoff
Kohlenstoff wird in CO-Chondriten mit einer Konzentration von 0,49 Gewichtsprozent angetroffen. Zusammen mit den gleichkonzentrierten CV-Chondriten ist dies recht niedrig, nur CK-Chondrite sind mit 0,10 Gewichtsprozent noch niedriger konzentriert.

### Natrium
Natrium erreicht 0,405 Gewichtsprozent. Dies stellt hinter CI-Chondriten mit 0,51 Gewichtsprozent den zweithöchsten Wert unter kohligen Chondriten dar.

### Chrom
Chrom hat mit 0,355 Gewichtsprozent eine recht hohe Konzentration. Etwas höher konzentriert sind CV-Chondrite (0,36 Gewichtsprozent), CK-Chondrite (0,362 Gewichtsprozent) und CR-Chondrite (0,364 Gewichtsprozent).

### Mangan
Mangan besitzt eine Konzentration von 0,164 Gewichtsprozent. Dies ist niedriger als in CM- (0,17 Gewichtsprozent), CR- (0,173 Gewichtsprozent) und CI-Chondriten (0,1896 Gewichtsprozent).

### Phosphor
Phosphor wird mit 0,115 Gewichtsprozent veranschlagt. Dies ist die höchste Konzentration unter allen kohligen Chondriten.

### Wasserstoff
Wasserstoff erreicht nur eine Konzentration von 0,10 Gewichtsprozent – der niedrigste Wert unter allen kohligen Chondriten.

### Titan
Bei Titan beträgt die Konzentration 0,075 Gewichtsprozent – etwas niedriger als in CK- (0,077 Gewichtsprozent) und in CV-Chondriten (0,085 Gewichtsprozent).

### Kobalt
Kobalt kommt auf eine Konzentration von 0,068 Gewichtsprozent und stellt somit den höchsten Wert unter den kohligen Chondriten.

### Stickstoff
Stickstoff ist mit 0,037 Gewichtsprozent in CO-Chondriten vertreten. Höher konzentriert sind  CR- (0,06 Gewichtsprozent), CM- (0,112 Gewichtsprozent) und CI-Chondrite (0,25 Gewichtsprozent).

### Kalium
Kalium besitzt in CO-Chondriten eine Konzentration von 0,036 Gewichtsprozent. Höher konzentriert sind CM- (0,041 Gewichtsprozent) und CI-Chondrite (0,0539 Gewichtsprozent).

### Chlor
Die Konzentration von Chlor beläuft sich auf 0,029 Gewichtsprozent. Auch hier liegen CM- (0,047 Gewichtsprozent) und CI-Chondrite (O,0717 Gewichtsprozent) höher.

### Kupfer
Kupfer hat nur noch eine Konzentration von 0,0134 Gewichtsprozent. Das Element ist aber unter sämtlichen kohligen Chondriten in CO-Chondriten am stärksten angereichert.

### Zink
Zink hat eine sehr niedrige Konzentration von 0,01O1 Gewichtsprozent. Niedriger konzentriert sind CK- (0,009 Gewichtsprozent) und CR-Chondrite (0,0065 Gewichtsprozent).
Angereichert im Vergleich zu anderen kohligen Chondriten sind somit die Elemente Eisen, Nickel, Phosphor, Kobalt und Kupfer. Abgereichert sind die Volatile Sauerstoff und Wasserstoff.

### Elementverhältnisse
Das Mg/Si-Verhältnis bei CO-Chondriten ist mit 1,03 bis 1,05 – in etwa vergleichbar mit CM-Chondriten – recht hoch und ähnelt solaren Werten. Nur CV-Chondrite sind mit Werten bis zu 1,15 noch stärker an Mg angereichert. Das Ca/Si-Verhältnis ist mit 0,063 bis 0,070 innerhalb der kohligen Chondriten hinter den CI-Chondriten am zweitniedrigsten. Auch hier zeigen CM-Chondrite sehr ähnliche Werte.

## Isotopen
Zur Aufklärung natürlicher Prozesse sind Isotopen und ihre jeweiligen Verhältnisse unabdingbar geworden. Insbesondere Sauerstoff bildet sehr stabile Oxide aus. Um Isotope mit ihren geringen Massenunterschieden voneinander zu trennen, bedarf es bedeutender physikalischer Ereignisse, Prozesse oder Energien.

### Sauerstoff
CO- und CM-Chondriten manifestieren sehr ähnliche Sauerstoffisotopen und deuten somit auf eine engere Verwandtschaft hin.
Laut Norton bewegt sich δ17O von − 6,0 bis − 4,8 ‰ SMOW. Hingegen variiert δ18O von – 2,0 bis – 0,5 ‰ SMOW. Richard Greenwood und Kollegen hatten im Jahr 2017 folgende Ergebnisse ermittelt: bei ihnen variiert δ18O von – 7,0 ‰ bis − 1,0 ‰ und Δ17O von − 5,2 bis − 4,4 ‰. Weisberg und Kollegen geben für δ17O die Werte − 9,0 bis − 3,0 ‰ SMOW an, für δ18O − 5,0 bis + 1,5 ‰ SMOW. Clayton und Mayeda (1999) fanden in etwa vergleichbar für δ17O Werte von − 7,0 bis − 3,0 ‰ SMOW und für δ18O Werte von − 5,0 bis + 1,5 ‰ SMOW.
Insgesamt ergibt sich für δ17O allgemein eine Variationsbreite  von − 8,0 bis − 3,0 ‰ SMOW. Bei δ18O darf allgemein von Streuwwerten von − 7,0 bis + 1,5 ‰ SMOW ausgegangen werden. 
Der Δ17O-Wert für den Meteorit Felix ist − 4,5 ‰ SMOW und für den Meteorit Lancé − 4,3 ‰ SMOW – in etwa vergleichbar mit CK-Chondriten. Generell werden Werte zwischen − 4,8 bis − 4,6 ‰ SMOW angegeben.
Insgesamt liegen die CO-Sauerstoffisotopenwerte unterhalb der Terrestrischen Fraktionierungslinie (engl. Terrestrial Fractionation Line oder abgekürzt TFL) und sind wie die CV- und CK-Chondrite sehr stark an 16O angereichert. Genauer betrachtet befinden sie sich vielmehr auf bzw. leicht neben der CCAM-Linie (engl. Carbonaceous chondrite anhydrous mineral mixing line) und überlappen dabei mit den CV-Chondriten. Das CO-Feld umschließt das CK-Feld und wird seinerseits vom CV-Feld umschlossen.
Der sehr ursprüngliche CO3.0-Chondrit Allan Hills A 77307 ist sehr deutlich an δ18O abgereichert und hat überdies im Vergleich zu anderen Chondriten kleinere Chondren, sowie einen höheren Matrixgehalt von 40 bis 50 Volumenprozent. Seine Gesamtzusammensetzung liegt näher an CM-Chondriten als an CO-Chondriten und stellt eventuell ein Bindeglied im CM-CO-Clan dar.

### Chrom
Bei ε54Cr erbrachte der Meteorit Lancé den Wert von + 0,55. Dies ist nahezu identisch mit dem CK-Chondrit Karoonda (+ 0,6). Felix liegt bei 0,63, Isna (CO3.8) ergab 0,66 ± 0,14 und Kainsaz liegt bei 0,95.
Es werden als Streubereich generell Werte von + 0,45 bis + 0,95 (etwas weit gefasst auch ÷ 1,15) angezeigt. Unter kohligen Chondriten sind dies die niedrigsten Werte.

### Nickel
Das Isotop ε62Ni registriert bei CO-Chondriten mit dem relativ hohen Wert von + 0,13. Nur CI-Chondrite liegen mit + 0,25 noch einiges höher.

### Titan
Bei ε50Ti ergab der Meteorit Felix (CO3.3) den Wert von + 3,5. Für Felix besteht aber auch der höhere Wert von + 4,69 ± 0,12. Isna (CO3.8) ergab + 2,83 ± 0,15, gleichzeitig existiert noch ein höherer Wert von + 3,5. Ornans (CO3.4) lieferte + 3,37 ± 0,09 und Lancé + 3,45. 
Generell werden jetzt als Streubreite + 2,6 bis + 4,8 angegeben. Der CV-Chondrit Allende liegt mit + 3,4 dem recht nahe, und auch noch der CK-Chondrit Karoonda mit + 4,0. CO-Chondrite erreichen unter kohligen Chondriten bei ε50Ti die höchsten Werte. Ähnlich hohe Werte manifestieren auch CK- und CV-Chondriten.